# Pölfing-Brunn
Pölfing-Brunn là một đô thị thuộc huyện Deutschlandsberg thuộc bang Steiermark, nước Áo. Đô thị Pölfing-Brunn có diện tích 6,15 km², dân số thời điểm năm 2005 là 1600 người.